# 豊島修平
豊島 修平（とよしま しゅうへい、1987年3月14日 - ）は、日本の声優、俳優。千葉県出身。リマックス所属。

## 略歴
『Tartaros-タルタロス-』の「タルタロスアテレコしてみたコンテスト」に出場。「ユーザー人気投票」によって、「声優チャレンジ部門（ドワンゴクリエイティブスクールの部）」でユーザー人気投票1位に選ばれたことで、追加予定のシナリオキャラクターに選ばれる。

## 人物
特技には空手（初段）を挙げている。趣味にはドライブ、カラオケ、動物鑑賞をそれぞれ挙げている。

## 出演

### テレビアニメ
2014年
- 四月は君の嘘（相手選手）

2015年
- 食戟のソーマ（2015年 - 2018年、男子学生B） - 2シリーズ
- 落第騎士の英雄譚（男子、仲間）

2016年
- ブブキ・ブランキ（ブブキ警官）
- 銀河機攻隊 マジェスティックプリンス（生徒B）

2017年
- 亜人ちゃんは語りたい（男子生徒）
- MARGINAL#4 KISSから創造るBig Bang（船体A）

2018年
- HUGっと!プリキュア（中学生、男子生徒）
- ソードアート・オンライン オルタナティブ ガンゲイル・オンライン（プレイヤー）

2020年
- A3!（生徒）
- とある科学の超電磁砲T（運転手）

2023年
- 聖女の魔力は万能です（侍従）

### ゲーム
時期不明
- 白猫プロジェクト（貴族、青年、旅人）
- スピンヒーローズ

2014年
- アルカナ・ファミリア コレツィオーネ!（シモン）

2015年
- クロスサマナー（シュゼル）
- スクール オブ ラグナロク

2016年
- サウザンドメモリーズ（疾駆の双剣士リウ）

2017年
- 【18】 キミト ツナガル パズル（迎春 天草四朗、佐州カミヤ）
- コード・オブ・ジョーカー（天竜ヘブンズドラゴン）
- ミラーズクロッシング（イライジャ）
- ファイトリーグ（烏丸かる羅、ピンポンダッシャータツヤ、激情ヒーロー勝）
- ぷよぷよ!!クエスト（2017年 - 2020年、ゲンサン、ギルバート、サビク）

2018年
- モバイルボール（アモン、ロン）

2019年
- モンスターストライク（2019年 - 2023年、オオクニヌシ、ワラビッカ）
- とある魔術の禁書目録 幻想収束
- 十三機兵防衛圏

2021年
- 白猫プロジェクト（アルブ）

2022年
- アルケミストガーデン（アレン、リアン、イザヨイ）
- ミシックヒーローズ（干将・莫耶）

2023年
- アスタータタリクス（モルドレッド）
- 超おどる メイド イン ワリオ（プチゲームの司令メッセージ）

2024年
- あんさんぶるスターズ!!（冴霧 笑主）
- 18TRIP
- ライドカメンズ

2025年
- ファンタジーライフi グルグルの竜と時を盗む少女（アバター1）

### 吹き替え

#### アニメ
- LEGO FRIENDS（ペッパー、ケニー）
- レゴフレンズ シーズン４（ジュリアン）
- レゴフレンズ ハートレイクストーリー
- レゴフレンズ 友達とのステキな物語はじまる（オリー）

### ドラマCD
- 簡易的パーバートロマンス
- S.S.D.S愛の解体新書レボリューション4
- フラッシュアーアー恋せよ乙女
- THE IDOLM@STER SideM CIRCLE OF DELIGHT 04 もふもふえん（スタッフ）

### テレビドラマ
- 安堂ロイド〜A.I. knows LOVE?〜（2013年、TBSテレビ）
- ハケン占い師アタル（2019年、テレビ朝日）

### 舞台
- リマックス新人公演「逃げ去る恋」

### ライブ・イベント
- あんさんぶるスターズ！！【4piece】ファイナルセレモニー（2024年11月9日、harevutai）
- AGF2024「あんさんぶるスターズ！！」スペシャルステージ（2024年11月9日、サンシャインシティ）
- Special for Princess! 『あんさんぶるスターズ！！IDOL SONG CD 「Debut」 Special for Princess!』 発売記念リリースイベント（2025年3月15-16日、イオンレイクタウンkaze、ららぽーと名古屋みなとアクルス）

### CM
- ジョイポリス（顔出し出演）
- 競輪オーロラビジョン（ナレーション）
- 人生ゲームFIRE（ナレーション）

### ナレーション

#### VP
- エネオス
- イオンバイク
- スターバックス
- キヤノン
- SCSK

#### その他
- JXTGエネルギーeラーニング
- 警視庁
  - 外国人旅行客防犯DVD
  - 薬物乱用防止DVD
- コックスeラーニング
- ベネッセ異世界カメラ

### その他コンテンツ
- トピためっ! ｢どっちをチョイス!?｣ （グルメレポーター・とよしん）
- 城崎広告（鏡谷海琉[25]）

### シリーズ一覧
1. ↑  第1期（2015年）、第3期後半『餐ノ皿 遠月列車篇』（2018年）